# Chmieleńskie Chrósty
Chmieleńskie Chrósty (kaszb. Chmiéléńsczé-Chróstë) – część wsi Chmielno w Polsce, położona w województwie pomorskim, w powiecie kartuskim, w gminie Chmielno, na terenie Kaszubskiego Parku Krajobrazowego, na szlaku wodnym „Kółko Raduńskie”, nad jeziorem Raduńskim Dolnym. Wchodzi w skład sołectwa Chmielno.
W latach 1975–1998 Chmieleńskie Chrósty administracyjnie należały do województwa gdańskiego.
Występuje również wariant nazewniczy "Chmieleńskie Chrusty". Przed 1920 Chmieleńskie Chrósty nosiła nazwę niemiecką Chmelnoer Gesträuch.